# Boeica ferruginea
Boeica ferruginea är en tvåhjärtbladig växtart som beskrevs av Emmanuel Drake del Castillo. Boeica ferruginea ingår i släktet Boeica och familjen Gesneriaceae. Inga underarter finns listade i Catalogue of Life.